# Lülley Károly
Lülley Károly (Magyarország, 1845. — Washington, USA, 1867. március 8.) amerikai katona a haditengerészetnél.

## Élete
Apja Lülley Emmánuel magyar és amerikai szabadságharcos. Lülley Károly zsidó származású magyar család gyermeke, 1851-ben szüleivel és testvéreivel a Mississippi nevű amerikai hajó fedélzetén érkezett meg New York-ba. Az 1850-es években nagy nyomorban élt a család, az ismert etnológus, Henry Rowe Schoolcraft  és felesége adoptálták Károlyt, hogy a család helyzetén segítsenek. Lülley Károly még alig volt 16 éves, de önkéntesnek jelentkezett az amerikai polgárháborúba az északiak oldalán. Talán ő volt az egyetlen magyar, aki a haditengerészetnél szolgált a polgárháborúban. Az egyik összecsapásban megsebesült, 1863-ban egészségi állapota miatt leszerelték. 22 éves korában, 1867-ben hunyt el egy washingtoni tűzesetben.

## Emlékezete
Nevelőanyja, Mrs. Schoolcraft személyes hangú írással tisztelgett emlékezetének.